# فريجوف شوان
فرِثيُوف شوُون (بالألمانية: Frithjof Schuon) وبعد اتّباعه التصوفَ الإسلامي عيسـى نور الدين أحمد (18 يونيو 1907 - 5 مايو 1998) فيلسـوف، ومتصوف وكاتب ألف كتبا حول الفلسـفة والدين والعقل الملهم والتصوف. يعتبر الشيخ عيسى واحدا من رواد المدرسة الفلسفية التقليداوية - المدرسة الفلسفية المذهبية التقليدية - التي أسسها المتصوف الفيلسوف الفرنسي عبد الواحد يحيى (René Guénon).

## روابط خارجية
- فريجوف شوان على موقع ميوزك برينز (الإنجليزية)
- فريجوف شوان على موقع ديسكوغز (الإنجليزية)